# Trichixos pyrropygus
Trichixos pyrropygus е вид птица от семейство Muscicapidae, единствен представител на род Trichixos. Видът е почти застрашен от изчезване.

## Разпространение
Видът е разпространен в Бруней, Индонезия, Малайзия и Тайланд.